# Butoraj
Butóraj je naselje v Sloveniji. Mimo vasi sredi belokranjskih gozdov teče reka Lahinja.

## Zgodovina
Naselje je prvič omenjeno leta 1526 v zvezi s cerkvijo sv. Marka, ki stoji na razglednem griču nad vasjo. Ob vznožju so bila najdena grobišča iz bronaste in antične dobe.

## Geografija
Povprečna nadmorska višina naselja je 170 m.
Pomembnejše bližnje naselje je Črnomelj (4,5 km).
Naselje sestavljata zaselka Dolnji in Gornji Butoraj.

## Demografija
| Pregled števila prebivalstva po letih | Pregled števila prebivalstva po letih | Pregled števila prebivalstva po letih | Pregled števila prebivalstva po letih | Pregled števila prebivalstva po letih | Pregled števila prebivalstva po letih | Pregled števila prebivalstva po letih | Pregled števila prebivalstva po letih | Pregled števila prebivalstva po letih | Pregled števila prebivalstva po letih | Pregled števila prebivalstva po letih | Pregled števila prebivalstva po letih | Pregled števila prebivalstva po letih | Pregled števila prebivalstva po letih | Pregled števila prebivalstva po letih |
| ------------------------------------- | ------------------------------------- | ------------------------------------- | ------------------------------------- | ------------------------------------- | ------------------------------------- | ------------------------------------- | ------------------------------------- | ------------------------------------- | ------------------------------------- | ------------------------------------- | ------------------------------------- | ------------------------------------- | ------------------------------------- | ------------------------------------- |
| 1869                                  | 1880                                  | 1890                                  | 1900                                  | 1910                                  | 1931                                  | 1948                                  | 1953                                  | 1961                                  | 1966                                  | 1971                                  | 1981                                  | 1991                                  | 2002                                  | 2011                                  |
| 112                                   | 118                                   | 104                                   | 103                                   | 97                                    | 92                                    | 90                                    | 98                                    | 91                                    | 89                                    | 91                                    | 104                                   | 125                                   | 117                                   | 133                                   |